# Vivien Leigh
Vous lisez un « article de qualité » labellisé en 2022.
Pour les articles homonymes, voir Leigh.
Vivien Leigh est une actrice britannique, née le 5 novembre 1913 à Darjeeling (Inde) et morte le 8 juillet 1967 à Londres.
Au cours de ses trente années sur scène, elle interprète une myriade de rôles allant des héroïnes des comédies de Noël Coward ou de George Bernard Shaw aux figures du répertoire shakespearien telles qu'Ophélie, Cléopâtre, Juliette ou Lady Macbeth. Actrice prolifique au théâtre, elle joue fréquemment avec son mari, Laurence Olivier, qui la dirige dans plusieurs rôles.
Louée pour sa beauté, elle considère que celle-ci l'empêche parfois d'être prise au sérieux comme actrice, mais c'est sa santé fragile qui est son principal obstacle. Affectée de trouble bipolaire durant la plus grande partie de sa vie adulte, elle acquiert une réputation d'actrice difficile, dont la carrière connaît des hauts et des bas. Elle est ensuite affaiblie par une tuberculose chronique, qui lui est diagnostiquée pour la première fois au milieu des années 1940. Après son divorce de Laurence Olivier en 1960, elle travaille sporadiquement sur scène et au cinéma jusqu'à ce qu'elle meure de la tuberculose en 1967.
Vivien Leigh remporte deux Oscars pour deux rôles de femmes du Sud des États-Unis : Scarlett O'Hara dans Autant en emporte le vent (1939) et Blanche DuBois dans l'adaptation cinématographique d’Un tramway nommé Désir (1951), rôle qu'elle a aussi joué sur scène à Londres.

## Biographie

### Jeunesse et formation
Vivian Mary Hartley naît en novembre 1913 à Darjeeling de Ernest Hartley, un officier britannique de la cavalerie indienne, et de Gertrude Robinson Yackje (1888-1972). Son père est né en Écosse en 1892, tandis que sa mère est d’origine irlandaise et arménienne ou indienne, née à Darjeeling en 1888 et catholique pratiquante. L’ascendance de sa mère est incertaine, mais on suppose que ses parents sont Michael John Yackjee (né en 1840), un Anglo-Indien, et Mary Teresa Robinson, née en 1856 dans une famille irlandaise mais dont les parents sont tués pendant la révolte des cipayes. Mary Robinson grandit dans un orphelinat, où elle rencontre Michael Yackjee, qu’elle épouse en 1872. Ensemble, ils ont cinq enfants, dont Gertrude est la benjamine. Un an avant la naissance de Vivian Hartley, Ernest Hartley et Gertrude Robinson Yackje se sont mariés à Kensington (Londres) en juin 1912.
En 1917, Ernest Hartley, officier de cavalerie de l’armée indienne britannique, est muté à Bangalore tandis que son épouse Gertrude et leur fille Vivian habitent Ooty.
Vivian Leigh fait sa première apparition sur scène à l'âge de 3 ans, en récitant Little Bo Peep pour le groupe de théâtre amateur de sa mère. Celle-ci lui inculque le goût de la littérature et lui fait découvrir les œuvres de Hans Christian Andersen, Lewis Carroll et Rudyard Kipling, mais aussi les récits de la mythologie grecque et de la culture indienne. Fille unique, elle est envoyée au couvent du Sacré-Cœur à Roehampton en 1920, à l'âge de 6 ans et demi. Sa plus proche amie y est la future actrice Maureen O'Sullivan, de deux ans son aînée, à qui elle exprime déjà son désir de devenir une « grande actrice »,.
Son père finit par la récupérer et elle voyage auprès de ses parents pendant quatre ans en Europe, étudiant notamment à Dinard, Biarritz, Sanremo et Paris, où elle acquiert la maîtrise du français et de l’italien. La famille retourne au Royaume-Uni en 1931. Elle va voir Le Fils de l'oncle Sam chez nos aïeux au cinéma dans le West End et annonce à ses parents qu’elle veut devenir actrice. Son père l’inscrit rapidement à la Royal Academy of Dramatic Art.
La même année, elle rencontre Herbert Leigh Holman, connu sous le nom de Leigh Holman, un avocat de 13 ans son aîné. Bien qu’il critique les « gens du théâtre », ils se marient le 20 décembre 1932. Elle abandonne ses études de théâtre. Le 12 octobre 1933, Leigh donne naissance à une fille, Suzanne. Après le divorce, c’est Holman qui aura la garde de leur fille.

### Débuts de carrière
Les camarades de Leigh l'encouragent à auditionner pour un rôle secondaire d'écolière dans le film Things are Looking Up : il s'agit de son premier rôle, et elle n'y est pas créditée. Elle embauche un agent, John Gliddon, qui estime que Vivian Holman n'est pas un bon nom pour une actrice : il lui fait de nombreuses propositions, qu'elle refuse toutes avant de décider de prendre le nom de Vivian Leigh. Les propositions incluent « Susan », « Suzanne Hartley » et « Mary Hartley », puis les plus créatifs « April Morn » et « April Maugham ». Gliddon la recommande à Alexander Korda, qui la refuse, estimant qu'elle manque de potentiel.
Elle est alors sélectionnée pour jouer dans The Mask of Virtue, une pièce de théâtre mise en scène par Sidney Carroll (en) en 1935. Pour ce rôle, elle reçoit des critiques excellentes et est interviewée dans plusieurs journaux. Un de ces articles, publié par le Daily Express, remarque un brutal changement d'attitude pendant l'interview : « un changement vif comme l'éclair transforma son visage ». Il s'agit de la première mention publique des sautes d'humeur qui l'affectent. John Betjeman la décrit comme « the essence of English girlhood » (« l'incarnation de la jeune fille anglaise »). Korda se rend à la première de la pièce et lui propose un contrat d'actrice de cinéma, admettant son erreur. Elle continue à jouer dans la pièce de théâtre, mais quand la troupe s'installe dans un théâtre plus grand, sa voix est trop fluette pour se faire entendre, ce qui marque la fin des représentations. Dans le programme, Carroll a mal écrit son prénom, l'orthographiant Vivien.
En 1960, Leigh commente le début de son succès : « quelques critiques crurent approprié de faire la bêtise de dire que j'étais une grande actrice. Et je me suis dit que c'était une chose stupide et cruelle à dire, parce qu'elle m'imposait un tel fardeau, une telle responsabilité, que je ne pouvais simplement pas les satisfaire. Et il m'a fallu des années pour apprendre à atteindre le niveau qu'ils me prêtaient dans ces premières critiques. Je me souviens très bien de ce critique et ne lui ai jamais pardonné, ».

### Rencontre avec Laurence Olivier

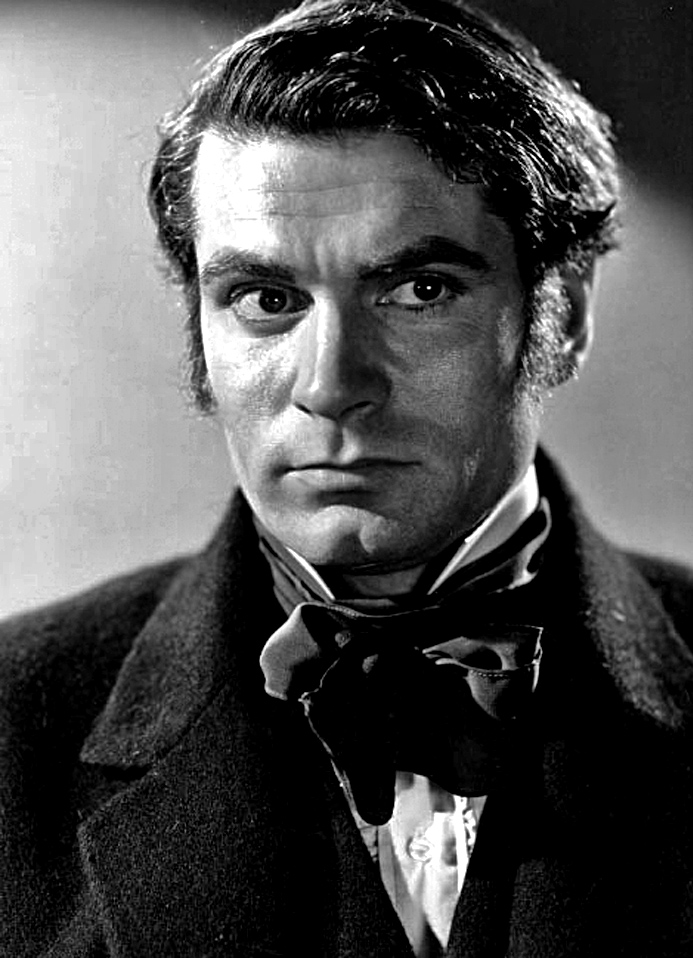
Laurence Olivier en 1939 dans le film Les Hauts de Hurlevent.

Laurence Olivier découvre Vivien Leigh dans The Mask of Virtue. Alors qu'ils jouent des amants dans le film L'Invincible Armada en 1937, une attirance mutuelle se développe et ils commencent une liaison amoureuse dès la fin du tournage. Laurence Olivier est alors marié à l'actrice Jill Esmond. À cette période, Vivien Leigh lit Autant en emporte le vent, le roman de Margaret Mitchell et demande à son agent américain de souffler son nom à David O. Selznick, qui en prépare l'adaptation. Elle le fait remarquer à un journaliste, « Je me suis moi-même choisie pour être Scarlett O'Hara », et le critique C. A. Lejeune se souvient d'une conversation dans laquelle l'actrice « nous souffla tous » avec l'affirmation qu'Olivier « ne jouera pas Rhett Butler, mais je jouerai Scarlett O'Hara. Vous verrez ».
Leigh joue ensuite le rôle d'Ophélie dans l'adaptation d'Hamlet par Olivier dans une production au théâtre Old Vic, malgré son manque d'expérience. C'est durant cette session que l'acteur découvre ses brusques changements d'humeur alors qu'elle se prépare à entrer sur scène. Sans raison apparente, elle commence à lui crier dessus avant de plonger dans le silence, le regard vide. Elle joue ensuite parfaitement son rôle et a complètement oublié l'incident le jour suivant. C'est la première fois qu'Olivier la voit dans cet état. Ils commencent à vivre ensemble, sans obtenir ni l'un ni l'autre le divorce de leur conjoint respectif. Comme l'exigent les clauses de moralité des films de l'époque, leur relation est gardée secrète.
En 1938, elle joue avec Robert Taylor, Lionel Barrymore et Maureen O'Sullivan dans Vive les étudiants de l'Américain Jack Conway, le premier de ses films à attirer l'attention aux États-Unis, mais aussi le premier sur lequel elle est perçue comme une actrice difficile et incontrôlable pour deux raisons : d'abord, elle n'aime pas son rôle secondaire. Ensuite, elle se rend compte que ses caprices lui valent un meilleur traitement. Alexander Korda informe son agent de la prévenir que son option ne sera pas renouvelée si elle n'améliore pas son comportement,. Son rôle suivant est dans St. Martin's Lane (1938) avec Charles Laughton.
De son côté, Olivier tente de diversifier ses rôles. Malgré son succès au Royaume-Uni, il reste largement inconnu aux États-Unis. Lorsqu'on lui offre le rôle de Heathcliff dans la production de Samuel Goldwyn des Hauts de Hurlevent (1939), il part pour Hollywood en laissant Leigh à Londres. Goldwyn et le réalisateur du film, William Wyler, lui proposent le second rôle d'Isabella, mais elle refuse, ne voulant jouer que Cathy, un rôle déjà attribué à Merle Oberon.

### Succès international:Autant en emporte le vent

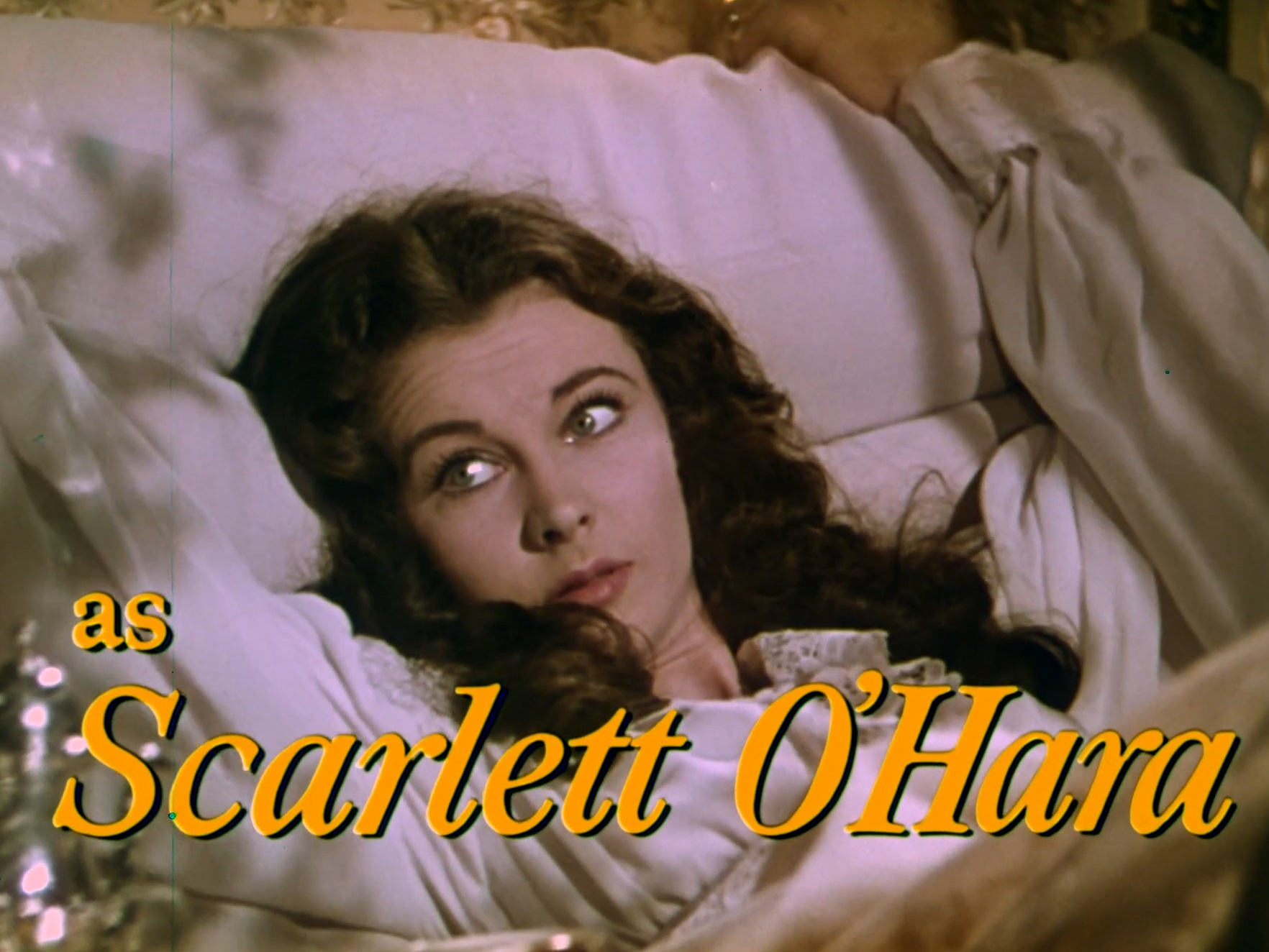
Vivien Leigh dans la bande-annonce de Autant en emporte le vent (1939).

Alors que David Selznick prépare Autant en emporte le vent, le rôle de Scarlett O'Hara est très convoité. L'agent de Leigh est Myron Selznick, le frère du producteur. En février 1938, elle lui demande de la laisser passer les auditions pour le rôle.
Selznick l'a déjà repérée dans ses films précédents et la trouve excellente, mais pas adaptée au rôle de Scarlett, étant « trop britannique ». Leigh se rend à Los Angeles pour rejoindre Olivier et pour convaincre Selznick qu'elle correspond au personnage. La rumeur veut que Myron Selznick aurait emmené Leigh et Olivier sur le plateau où l'incendie d'Atlanta est en train d'être filmé et les aurait présentés à son petit frère en lui disant « Hé, génie, voilà ta Scarlett O'Hara ». Le lendemain, Leigh joue une scène pour Selznick, qui organise un bout d'essai avec le réalisateur George Cukor et raconte à sa femme : « Elle est inattendue pour Scarlett et elle est impressionnante. Garde ça pour toi : j'ai réduit le choix à Paulette Goddard, Jean Arthur, Joan Bennett et Vivien Leigh »,. Cukor soutient la proposition, faisant l'éloge de la « sauvagerie incroyable » de Leigh, qui obtient donc le rôle.

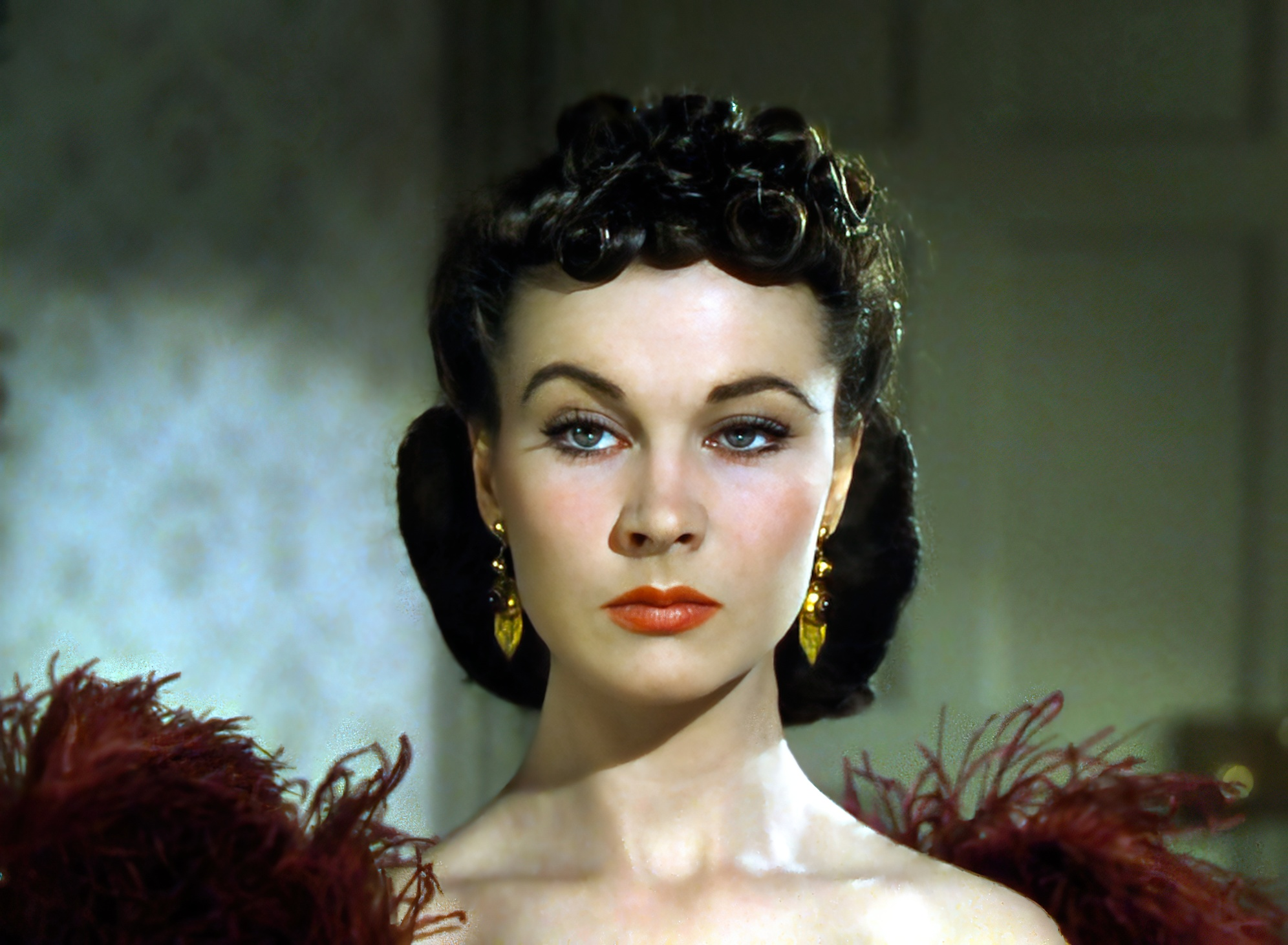
Leigh dans le rôle de Scarlett O'Hara.

Le tournage s'avère très difficile pour Leigh. Cukor est remplacé par Victor Fleming, avec qui elle se dispute très souvent. Le soir et le week-end, Olivia de Havilland et elle rencontrent Cukor en secret pour recevoir des conseils sur la façon dont elles doivent jouer leurs personnages,. Leigh devient amie avec Clark Gable, son épouse Carole Lombard et Olivia de Havilland, mais s'entend très mal avec Leslie Howard, avec qui elle doit jouer des scènes sentimentales,. Leigh doit parfois travailler sept jours par semaine, souvent jusque tard dans la nuit, tandis que son compagnon travaille à New York. Appelant Olivier, elle lui dit un jour qu'elle hait les tournages de cinéma et qu'elle ne veut plus jamais jouer dans un film.
En 2006, Olivia de Havilland défend Leigh contre des soupçons de manie pendant le tournage : « Vivien était incroyablement professionnelle, impeccablement disciplinée pour Autant en emporte le vent. Elle avait deux grands problèmes : travailler de son mieux dans un rôle très difficile et être séparée de Larry [Olivier], qui était à New York ».
Le film apporte une rapide notoriété à Leigh. Cependant, elle tient à ajouter une spécificité à sa notoriété : « Je ne suis pas une star de cinéma, je suis une actrice. Être une star du cinéma, juste une star du cinéma, est une fausse vie, qu'on vit pour des fausses valeurs et pour la notoriété. Les actrices ont une longue carrière et il y a toujours des rôles merveilleux à jouer ».
Le film obtient dix Oscars, dont l'Oscar de la meilleure actrice pour Vivien Leigh. En décembre 1939, Frank S. Nugent affirme qu'il serait inconcevable d'imaginer une autre actrice dans le rôle. Gagnant en notoriété, elle fait la couverture de Time dans son rôle de Scarlett O'Hara. En 1969, le critique Andrew Sarris écrit que le succès du film est dû en grande partie à Leigh. L'historien du cinéma Leonard Maltin décrit le film comme un chef-d'œuvre, écrivant en 1998 que Leigh y joue « de façon brillante ».

### Mariage et projets avec Laurence Olivier
En février 1940, Leigh Holman accepte de divorcer de Vivien Leigh tandis que Laurence Olivier et Jill Esmond se séparent également. Leigh Holman et Vivien Leigh restent amis proches jusqu'à la mort de cette dernière. Esmond obtient la garde de son fils, Tarquin Olivier, comme Holman, qui prend la responsabilité de Suzanne. Le 31 août 1940, Olivier et Leigh se marient au San Ysidro Ranch à Santa Barbara. Leurs témoins sont Katharine Hepburn et Garson Kanin. Les mariés passent leur lune de miel sur le yacht de Ronald Colman.
Leigh passe le bout d'essai pour jouer avec Olivier dans Rebecca, réalisé par Alfred Hitchcock. Après avoir vu l'audition, David Selznick estime qu'elle ne semble pas assez sincère ni innocente, un avis partagé par Hitchcock et par George Cukor, le mentor de Leigh. Selznick fait remarquer qu'elle n'avait montré aucun enthousiasme pour le rôle jusqu'à ce qu'elle ait appris que son mari en tenait le rôle principal, et décide d'engager Joan Fontaine pour le rôle principal féminin. Il l'empêche également de jouer dans Orgueil et Préjugés, Greer Garson jouant le rôle principal aux côtés d'Olivier. Olivier et Leigh doivent jouer ensemble dans La Valse dans l'ombre, mais il est remplacé par Robert Taylor, nouvelle vedette de Metro-Goldwyn-Mayer. Le film, son premier depuis Autant en emporte le vent, est un succès commercial et critique.

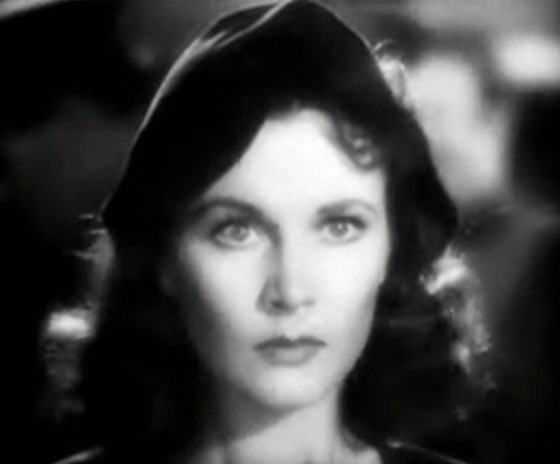
Vivien Leigh dans La Valse dans l'ombre (1940).

Le couple adapte alors Roméo et Juliette pour Broadway. La presse new-yorkaise est cependant très hostile à leur égard ; de nombreux journaux relaient les débuts adultères de Leigh et Olivier et critiquent leur volonté de rester aux États-Unis plutôt que de servir leur pays alors que la Seconde Guerre mondiale bat son plein. Olivier s'engage ensuite dans la Fleet Air Arm pendant deux ans, quittant son poste en 1943 quand Ralph Richardson et d'autres amis le convainquent de contribuer à l'effort de guerre en jouant sur scène et au cinéma pour divertir le peuple en guerre. Les critiques sont très négatives dans l'ensemble. Pour le New York Times, Brooks Atkinson écrit que Leigh et Olivier sont certes beaux, mais ne jouent absolument pas leur rôle. L'essentiel des critiques négatives vise Olivier pour son jeu d'acteur et sa mise en scène, mais quelques-unes s'attaquent également à Leigh, Bernard Grebanier se plaignant de « [sa] voix fluette de vendeuse ». Le couple a investi presque toutes ses économies, soit 40 000 $. L'échec de la production entraîne des conséquences financières difficiles.

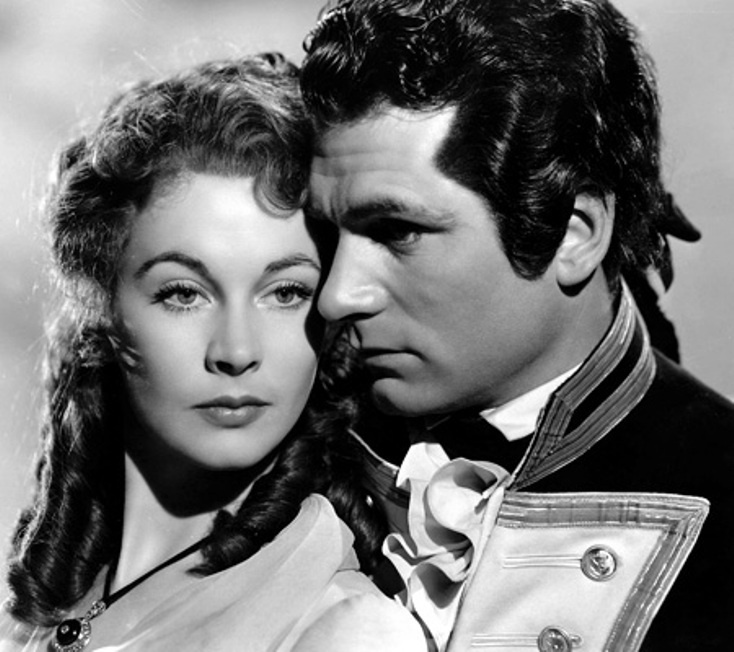
Avec Laurence Olivier dans Lady Hamilton (1941).

En 1941, le couple produit That Hamilton Woman, où Olivier joue Horatio Nelson et Leigh Lady Hamilton. Les États-Unis n'étant pas encore en guerre, le film fait partie d'un mouvement du cinéma visant à promouvoir l'image du Royaume-Uni auprès du public américain. Le film est populaire aux États-Unis et rencontre un immense succès en URSS. Winston Churchill organise une projection privée pour un groupe qui inclut Franklin Delano Roosevelt et, à la fin du film, commente : « Messieurs, je me suis dit que ce film vous intéresserait, montrant des grands événements similaires à ceux auxquels vous prenez part aujourd'hui ». Le couple reste très proche de Churchill, se rendant à de nombreuses invitations mondaines  ; il fait en particulier l'éloge de Vivien Leigh.
Le couple Olivier retourne au Royaume-Uni en mars 1943 et Leigh fait une tournée en Afrique du Nord pour les troupes britanniques. Elle aurait refusé un contrat de film très lucratif de 5 000 $ par semaine, pour pouvoir continuer son bénévolat auprès de l'armée. Elle participe à diverses représentations, avant de tomber malade. En 1944, les médecins lui diagnostiquent une tuberculose dans le poumon droit, ce qui la conduit à passer plusieurs semaines à l'hôpital.
En 1945, pendant le tournage de César et Cléopâtre, Leigh découvre qu'elle est enceinte, puis subit une fausse couche. Elle sombre dans une profonde dépression, qui marque l'aggravation de ses crises de bipolarité. Olivier apprend à reconnaître les signes avant-coureurs d'une crise dépressive : plusieurs jours de manie suivis par une période dépressive et une explosion de colère, dont Leigh ne se souvient absolument pas le lendemain mais ce qui la culpabilise énormément.
En 1946, le médecin de Leigh lui dit qu'elle peut reprendre sa carrière d'actrice. Elle obtient alors le rôle principal dans The Skin of our Teeth, une pièce écrite par Thornton Wilder qu'elle joue à Londres. Elle joue également dans deux films, César et Cléopâtre et Anna Karénine, qui obtiennent un accueil commercial médiocre. Tous les films britanniques de l'époque sont en effet boycottés par Hollywood. L'accueil critique n'est pas plus positif : Shaw lui-même désavoue Leigh dans le rôle de Cléopâtre. En 1947, Olivier reçoit le titre de Knight Bachelor et Leigh l'accompagne à l'investiture au palais de Buckingham ; elle devient Lady Olivier. Après leur divorce, elle est appelée Vivien, Lady Olivier, comme le veut la tradition pour les ex-femmes de chevaliers.

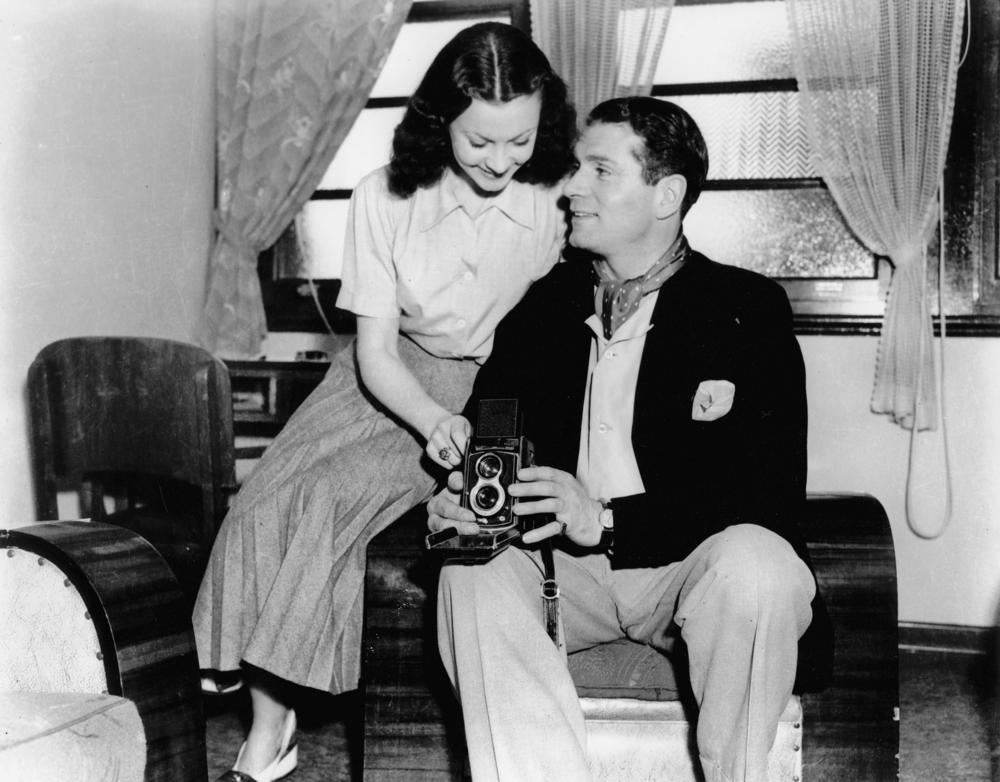
Vivien Leigh et Laurence Olivier en 1948.

En 1948, Olivier fait partie du conseil d'administration du théâtre Old Vic, et Leigh et lui partent faire une tournée de six mois en Australie et Nouvelle-Zélande pour lever des fonds pour le théâtre. Au cours de cette tournée, Leigh et Olivier jouent dans Richard III, L'École de la médisance et The Skin of Our Teeth. La tournée rencontre énormément de succès, bien que Leigh souffre d'insomnie et doive demander à sa doublure de la remplacer une semaine quand elle est malade. Olivier remarque son habileté pour charmer les journalistes et elle est très appréciée ; cependant, Olivier et Leigh se disputent de plus en plus souvent, Olivier n'appréciant pas les exigences croissantes de sa femme. La pire crise du couple se déroule à Christchurch, quand Leigh ne trouve pas ses chaussures et refuse de monter sur scène avec une autre paire de chaussures. Devant toute l'équipe, Olivier l'insulte et la gifle, et Leigh le gifle en retour. Elle emprunte alors des chaussures et effectue une représentation parfaite, passant des larmes à son rôle joyeux en quelques secondes. À la fin de la tournée, Olivier comme Leigh sont épuisés et malades. Olivier estime avoir « perdu Vivien » pendant cette tournée.
Grâce au succès de la tournée, les Olivier se représentent ensemble au West End pour la première fois, jouant les trois pièces habituelles et ajoutant Antigone au programme, Leigh tenant à jouer un rôle dans une tragédie.

### Un tramway nommé désir
Leigh joue ensuite le rôle de Blanche DuBois dans la pièce de théâtre Un tramway nommé Désir, de Tennessee Williams, jouée au West End. Olivier met en scène la pièce. Celle-ci comporte une scène de viol et des références à l'homosexualité et à la promiscuité sexuelle, et est très controversée. Les discussions médiatiques sur ce sujet ajoutent à l'anxiété de Leigh, qui tient absolument à soutenir la pièce, trouvant son message très important.
John Boynton Priestley condamne publiquement la pièce de théâtre et la prestation de Leigh après la première de la pièce, en octobre 1949. Le critique Kenneth Tynan, qui n'a jamais écrit d'avis positif sur une prestation théâtrale de Leigh, affirme qu'elle est très mal choisie car les actrices britanniques sont « too well-bred to emote effectively on stage » (« trop bien élevées pour inspirer l'émotion sur scène »). Olivier et Leigh se désolent que le succès commercial de la pièce vienne essentiellement de l'envie de scandale des spectateurs, qui la voient comme salace plutôt que comme la tragédie grecque qu'ils s'imaginent. Le spectacle reçoit cependant d'autres critiques très positives, dont celle de Noël Coward, qui loue la performance de Leigh.

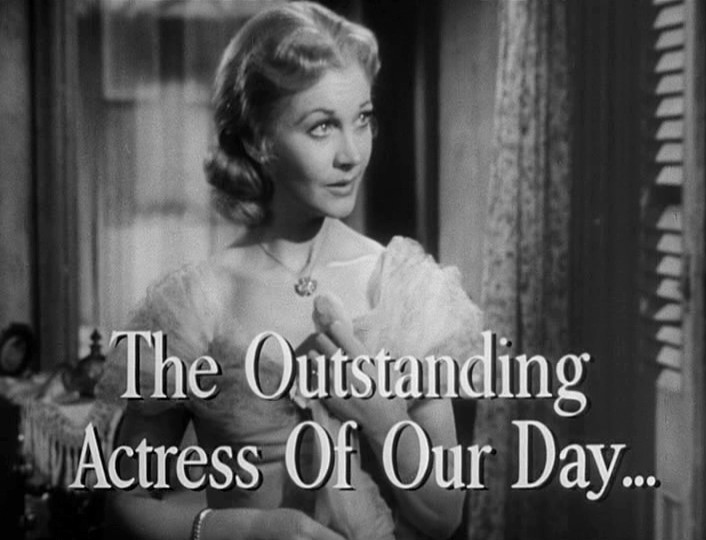
Vivien Leigh dans la bande-annonce de Un tramway nommé Désir (1951).

Après 326 représentations, la pièce est arrêtée. Leigh est très rapidement choisie pour reprendre son rôle dans le film Un tramway nommé Désir. Son cachet de 100 000 $ fait d'elle l'actrice britannique la mieux payée de 1951 (Marlon Brando reçoit 75 000 $ pour son rôle de Stanley Kowalski). Son sens de l'humour irrévérent et souvent paillard lui assure l'amitié de Brando, mais elle a du mal à travailler avec Elia Kazan, qui n'aime pas la vision du personnage de Blanche DuBois qu'Olivier a empruntée à la pièce de théâtre. Kazan préférerait par ailleurs attribuer le rôle à Jessica Tandy ou Olivia de Havilland, mais sait qu'elle est déjà trop connue dans ce rôle à Londres pour qu'il puisse choisir une autre actrice. Il affirme plus tard ne pas avoir beaucoup de respect pour elle en tant qu'actrice et estimer qu'elle a peu de talent au début du tournage. Cependant, pendant celui-ci, il change d'avis et s'émerveille de « la plus grande détermination à exceller de toutes les actrices que j'ai connues. Elle aurait rampé sur du verre pilé si elle avait pensé que ça améliorerait sa performance ». Leigh trouve le rôle épuisant et dit au Los Angeles Times que Blanche DuBois « is in command of me » (« me domine »).
Leigh et Olivier s'installent alors à Hollywood, où Olivier joue dans Un amour désespéré. La performance de Leigh dans le film lui vaut des critiques excellentes, ainsi qu'un second Oscar de la meilleure actrice, un prix British Academy of Film and Television Arts pour la meilleure actrice britannique et un prix de la meilleure actrice décerné par le cercle des critiques de cinéma de New York. Tennessee Williams affirme que Leigh est idéale pour le rôle et mieux que ce dont il aurait pu rêver. Celle-ci, cependant, n'est pas aussi enthousiaste : devenue trop influencée par son personnage, elle affirme plus tard que c'est le rôle de Blanche DuBois qui a aggravé sa maladie psychologique.
Phyllis Hartnoll loue son rôle dans la production théâtrale, qui la propulse au rang d'une des plus grandes comédiennes britanniques de l'époque aux yeux du public. Pauline Kael affirme que Leigh et Brando ont fourni deux des plus grandes performances de l'histoire du cinéma, et que le jeu de Leigh est « l'une de ces rares performances qui peuvent réellement inspirer à la fois la peur et la pitié ».

### Aggravation de la maladie
En 1951, Leigh et Olivier jouent dans deux pièces, Antoine et Cléopâtre et César et Cléopâtre, alternant le programme chaque soir et obtenant des critiques positives. Ils se rendent à New York, où ils jouent une saison au Ziegfeld Theatre. Les critiques sont essentiellement positives, mais Kenneth Tynan prétend que Leigh est médiocre et gâche la performance d'Olivier. Leigh n'arrive pas à se détacher de cette unique critique négative, qui l'obsède.

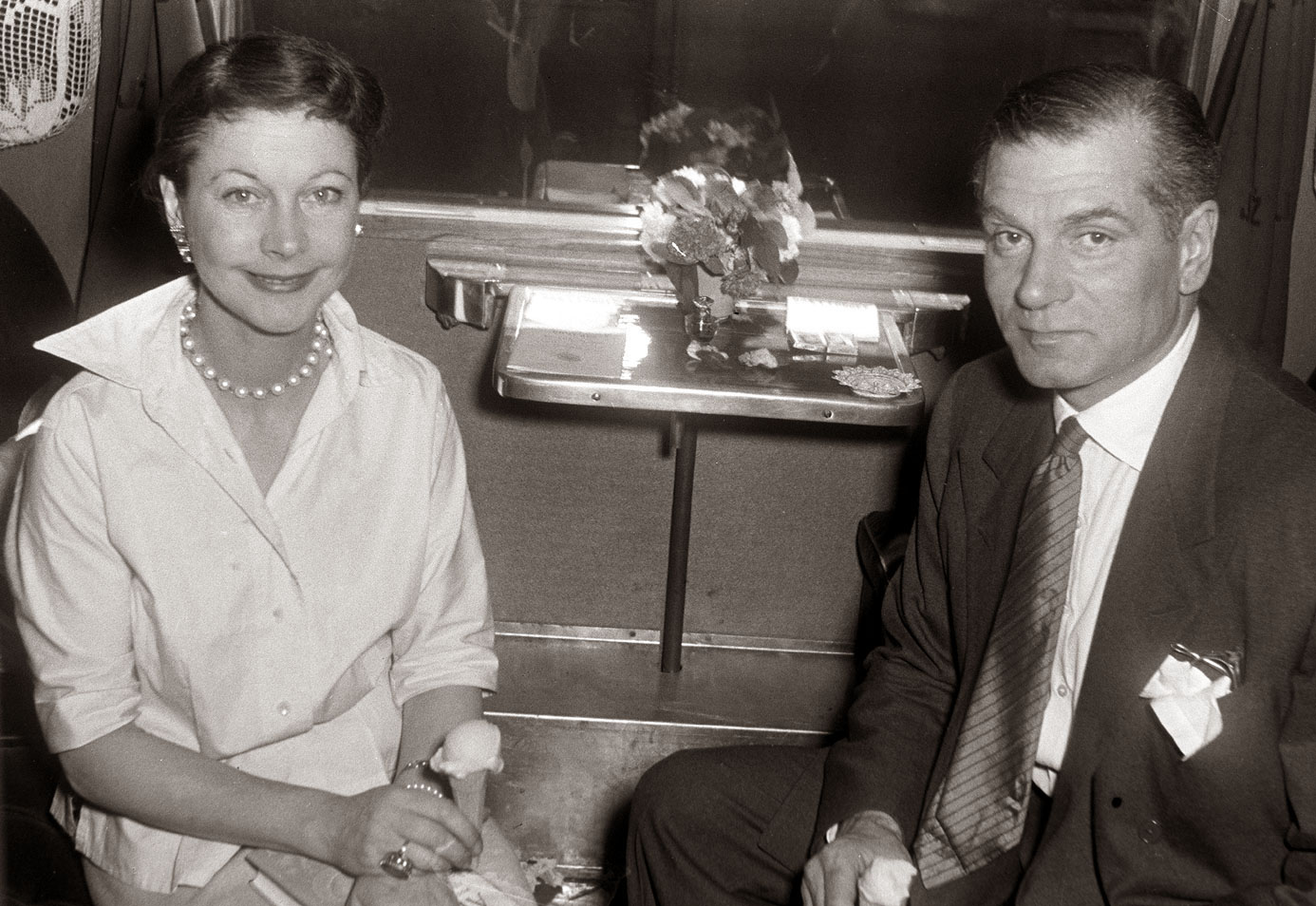
Vivien Leigh et Laurence Olivier en 1957.

En janvier 1953, Leigh se rend au Sri Lanka pour tourner La Piste des éléphants, mis en scène par William Dieterle en 1954, aux côtés de Peter Finch. Peu après le début du tournage, elle sombre dans un état dépressif et Elizabeth Taylor, qui prend alors Leigh pour modèle, la remplace au pied levé,. Olivier et Leigh retournent vivre en Angleterre, où Leigh, entre ses longues périodes d'incohérence, lui dit qu'elle aime Finch et entretient une relation amoureuse avec ce dernier. Sa convalescence prend plusieurs mois et de nombreux amis des Olivier apprennent son affection à cette époque. David Niven la qualifie de « quite, quite mad » (« douloureusement folle »). Noël Coward s'étonne d'apprendre qu'elle souffre de ses crises bipolaires depuis 1948, à son insu. C'est d'ailleurs en 1948 que Leigh entame sa relation amoureuse avec Finch, qui finit par s'éteindre alors que sa santé mentale se détériore.
Toujours en 1953, Leigh se remet suffisamment pour jouer dans The Sleeping Prince avec Olivier. En 1955, ils jouent une saison à Stratford-upon-Avon, reprenant plusieurs pièces de Shakespeare : La Nuit des rois, Macbeth et Titus Andronicus. La salle est toujours pleine et les critiques sont généralement bonnes, la santé de Leigh semble se stabiliser. John Gielgud, qui met en scène La Nuit des rois, affirme que Leigh manque de spontanéité : dotée de peu de talent inné, elle travaille extrêmement dur pour être bonne comédienne, mais en oublie de prendre des risques. En 1955, Leigh joue le rôle principal dans L'Autre Homme, réalisé par Anatole Litvak. Or, Kenneth More, son partenaire à l'écran, remarque qu'ils ont du mal à s'accorder.
En 1956, Leigh est choisie pour le rôle principal de la pièce de Noël Coward  South Sea Bubble, mais se retire de la production quand elle tombe enceinte. Plusieurs semaines plus tard, elle subit une nouvelle fausse couche et sombre dans une dépression qui dure plusieurs mois. Elle part pour une tournée européenne de Titus Andronicus avec Olivier, mais la tournée est rendue difficile par ses fréquents éclats de rage contre lui et le reste de l'équipe. À leur retour de Londres, son ex-mari, Leigh Holman, dont elle est restée proche, vit avec les Olivier et l'accompagne dans ses phases de manie ou de dépression.
En 1958, Leigh considère que son mariage avec Olivier est terminé. Elle entame une relation amoureuse avec John Merivale, qui est au fait de sa bipolarité et assure à Olivier qu'il pourra s'occuper d'elle. En 1959, elle joue avec succès dans la comédie Look After Lulu! de Coward, recevant à nouveau des critiques positives.
En 1960, Olivier et Leigh divorcent. Olivier épouse rapidement Joan Plowright. Il écrit de Leigh : « Pendant sa possession par ce monstre étrangement cruel, la maniaco-dépression, avec ses spirales mortelles et toujours plus serrées, elle a gardé sa propre étrangeté – une capacité à cacher son problème psychique réel de presque tous, sauf moi, ce qu'on pourrait difficilement lui reprocher »,.

### Dernières années
Merivale a une influence positive sur Leigh, dont la santé mentale s'améliore sensiblement. Elle confie cependant à Radie Harris qu'elle préférerait vivre une vie courte avec Laurence Olivier qu'une vie longue sans lui. Son premier mari, Leigh Holman, passe également beaucoup de temps avec elle. Merivale l’accompagne à une tournée en Australie, en Nouvelle-Zélande et en Amérique du Sud de juillet 1961 à mai 1962, et Leigh reçoit des critiques très positives, pour une fois individuelles plutôt qu'en comparaison des performances d'Oliver. Bien qu'elle souffre encore de phases dépressives, elle continue le théâtre et en 1963, elle remporte un Tony Award de la meilleure actrice dans une comédie musicale pour son rôle dans Tovaritch. Elle joue aussi dans Le Visage du plaisir et dans La Nef des fous.
Dans La Nef des fous, Leigh joue son dernier rôle de cinéma. Katharine Hepburn est pressentie pour le rôle, mais se désiste et est remplacée par Leigh. Le producteur et réalisateur Stanley Kramer n'est pas au courant de sa fragilité mentale et physique. Plus tard, il remarque par écrit son « courage […] incroyable ». Leigh est paranoïaque et s'emporte régulièrement contre les autres acteurs ; Simone Signoret et Lee Marvin font preuve de patience, mais ses relations s'en voient quand même affectées. Dans une scène de tentative de viol, Leigh panique et frappe Marvin si fort avec une chaussure à talons qu'il en porte la cicatrice. Elle remporte l'Étoile de cristal pour son rôle.
En mai 1967, Leigh répète pour jouer dans Délicate Balance aux côtés de Michael Redgrave quand sa tuberculose récidive. Après plusieurs semaines de convalescence, elle semble se porter mieux. Le soir du 7 juillet 1967, Merivale part jouer dans sa pièce et revient chez lui juste avant minuit, la trouvant endormie. Une demi-heure plus tard, le 8 juillet, il entre dans la chambre et trouve son corps allongé au sol. Essayant de se rendre dans la salle de bains, elle a suffoqué. Merivale contacte d'abord la famille de Leigh, puis Olivier, qui est en cours de traitement pour un cancer de la prostate dans un hôpital voisin. Olivier se rend immédiatement chez elle, tandis que Merivale allonge le corps sur le lit. Ensemble, ils organisent les funérailles. Le certificat de décès de Leigh indique une mort le 8 juillet, bien qu'il soit possible qu'elle soit morte quelques minutes avant minuit.
Sa mort est annoncée au public le 8 juillet, et tous les théâtres de Londres éteignent leurs lumières pendant une heure. Elle est enterrée dans le cadre d'une cérémonie catholique à l'église Sainte-Marie de la rue Cadogan, à Londres. Comme le veut son testament, Leigh est incinérée au crématorium de Golders Green et ses cendres sont dispersées dans le lac de sa résidence secondaire dans le Sussex de l'Est. Une nouvelle cérémonie, incluant un discours de John Gielgud, est organisée à St Martin-in-the-Fields.
En 1968, Leigh devient la première actrice bénéficiant d'un service funéraire aux États-Unis organisé par les Amis des bibliothèques de l'université de Caroline du Sud. La cérémonie est une veillée funéraire, puis une projection d'extraits de ses films et des hommages de plusieurs célébrités, dont George Cukor qui projette son bout d'essai pour Autant en emporte le vent, qui n'avait pas été rendu public et dont la dernière projection privée remonte à 30 ans.

## Éléments caractéristiques

Vivien Leigh en 1957.

### Beauté et travail d'actrice
Vivien Leigh est considérée comme l'une des plus belles actrices de son époque. Elle dit en entretien que sa beauté peut être un grand handicap : certaines personnes partent du principe qu'une femme belle ne peut pas être bonne actrice, et elle-même estime que son apparence peut lui donner beaucoup de mal à ressembler aux personnages qu'elle voudrait incarner. George Cukor décrit Leigh comme une excellente actrice, handicapée par sa beauté. Laurence Olivier affirme que les critiques devraient remarquer son travail d'actrice et cesser d'être influencés par sa beauté dans leur jugement. Garson Kanin se dit du même avis, estimant que la beauté de l'actrice a souvent caché ses exploits en termes de jeu d'actrice.
Leigh explique vouloir jouer le plus de rôles différents possibles afin de travailler son art et de faire taire les préjugés sur ses capacités. Elle estime que la comédie est plus difficile à jouer que le drame, exigeant plus d'à-propos, et elle regrette que les formations en arts du spectacle se penchent si peu sur la comédie. Vers la fin de sa carrière, alors qu'elle joue des comédies de Coward et des tragédies de Shakespeare, elle remarque : « il est bien plus facile de faire pleurer les gens que de les faire rire ».

### Bipolarité
Pendant ses crises de manie, Vivien Leigh tend à faire des achats compulsifs, offrant des cadeaux de luxe à toute l'équipe de tournage des films. Elle a aussi d'importantes périodes dépressives. Quelle que soit la phase, elle souffre de profondes insomnies. Elle commence à insulter son mari, et d'autres personnes à l'occasion, de façon si violente qu'elle peut perdre connaissance. En 1945, elle franchit le cap de la violence physique. En 1954, son état s'aggrave au point qu’elle ne peut pas jouer dans La Piste des Éléphants, et elle commence à souffrir d'hallucinations. Pour la calmer, une infirmière doit lui injecter des calmants. En 1965, pendant le tournage de La Nef des fous, elle subit des électrochocs entre ses prises,.
Elle est traitée avec du lithium et par électroconvulsivothérapie ; ce dernier traitement, suivi au Netherne Psychiatric Hospital en Angleterre, lui fait dire qu'elle se sent moins bien qu'avant. Elle boit aussi beaucoup d'alcool. Il semblerait que sa maladie ait parfois un effet positif sur sa carrière, l'aidant à jouer des émotions extrêmes puisqu'elle les ressent sans contrôle : elle s'en inspire en particulier pour le personnage de Blanche DuBois. Laurence Olivier observe plusieurs motifs récurrents de ses crises. Une période dépressive annonce une explosion de rage, puis une perte de conscience et au réveil, elle a oublié la crise de colère ; le fait de se débarrasser de tous ses bijoux en affirmant ne plus supporter leur contact prépare une phase maniaque pendant laquelle elle nettoie compulsivement.
Elle conserve une image de femme instable et parfois dangereuse, étant représentée comme très agressive envers Marilyn Monroe dans My Week with Marilyn.

## Postérité

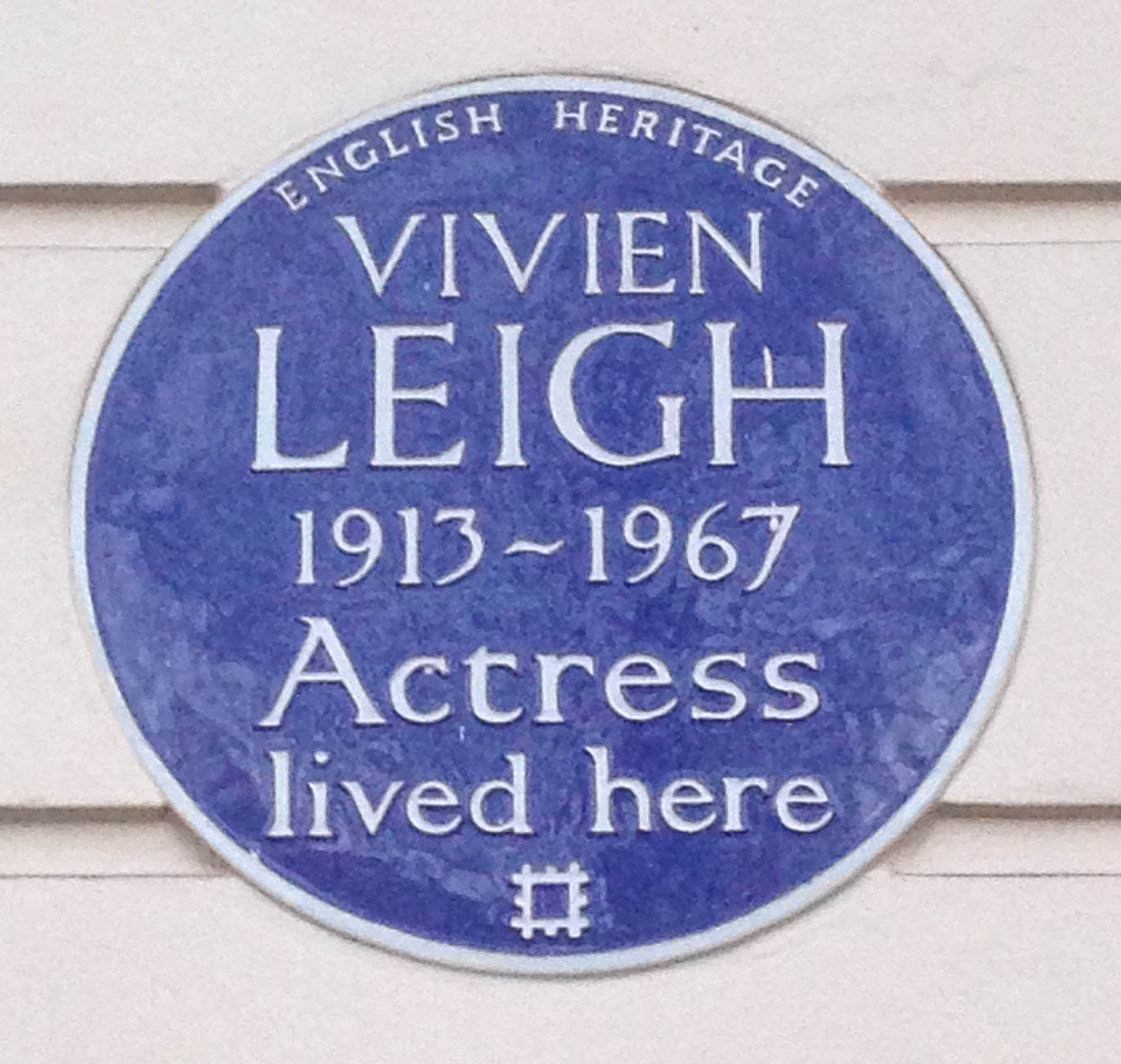
Blue plaque commémorative du London Heritage à la dernière résidence de Vivien Leigh à Londres, au 54 Eaton Square dans le quartier de Belgravia.

Le critique principal de Leigh est Kenneth Tynan, qui écrit d'elle en 1955 pour sa production dans Titus Andronicus : « elle apprend qu'elle est sur le point d'être violée sur le cadavre de son mari avec à peine plus que l'agacement de celle qui aurait préféré un matelas ». Il critique également son interprétation de Lady Macbeth la même année, estimant qu'elle ne parvient pas à exprimer la furie nécessaire pour le rôle. Après la mort de Leigh, Tynan change d'avis, écrivant que ses premières critiques sont l'une des pires erreurs de jugement de sa carrière. De nombreux critiques de théâtre citent ce rôle comme l'un de ses plus grands accomplissements sur scène, dans un sondage paru peu après sa mort.
En 1969, une plaque d'hommage à Leigh est placée dans l’église Saint-Paul de Covent Garden. En 1985, son portrait est ajouté à une série de timbres britanniques à l'occasion de l'année britannique du cinéma, aux côtés d'Alfred Hitchcock, Charlie Chaplin, Peter Sellers et David Niven. En avril 1996, un portrait de Laurence Olivier et Leigh apparaît sur une nouvelle série de timbres, ainsi qu'en avril 2013 pour le centenaire de sa naissance. Il s'agit de la seule personne n'appartenant pas à une famille royale à être apparue dans trois séries de timbres britanniques.
La British Library achète les documents personnels de Laurence Olivier en 1999. L'archive, nommée The Laurence Olivier Archive, inclut des documents de Leigh, dont de nombreuses lettres adressées à Olivier. En 1994, la Bibliothèque nationale d'Australie achète un album photo appartenant probablement aux Olivier et contenant 573 photographies du couple pendant leur tournée de 1948 en Australie. En 2013, le Victoria and Albert Museum acquiert une archive des lettres, journaux, photographies et scripts annotés de Leigh, ainsi que ses prix.

### Représentations
Le personnage de Vivien Leigh est interprété par Morgan Brittany dans Le Jour du fléau, Gable et Lombard et The Scarlett O'Hara War. Julia Ormond la joue dans My Week with Marilyn, et Katie McGuinness l'incarne dans la mini-série Hollywood.

## Théâtre
- 1935 : The Green Sash () de Debonnaire Sylvester et T.P. Wood
- 1935 : The Mask of Virtue de Carl Sternheim
- 1936 : Richard II de William Shakespeare
- 1936 : The Happy Hypocrite de Clemence Dane
- 1936 : Henry VIII de William Shakespeare
- 1937 : Because We Must de Ingaret Giffard
- 1937 : Bats in the Belfry de Diana Morgan et Robert MacDermot
- 1937 : Hamlet de William Shakespeare
- 1937 : Le Songe d'une nuit d'été de William Shakespeare
- 1938 : Serena Blandich de S. N. Behrman
- 1940 : Roméo et Juliette de William Shakespeare
- 1942 : Doctor's Dilemma de George Bernard Shaw
- 1942 : L'École de la médisance de Richard Brinsley Sheridan
- 1943 : Spring party
- 1945 : The Skin of Our Teeth de Thornton Wilder
- 1948 : tournée (Australie/Nouvelle-Zélande)
  - Richard III de William Shakespeare
  - L'École de la médisance de Richard Brinsley Sheridan
  - The Skin of Our Teeth de Thornton Wilder
- 1948 : Antigone de Sophocle
- 1948 : Antigone de Jean Anouilh
- 1949 : Un tramway nommé Désir de Tennessee Williams
- 1951 : César et Cléopâtre de George Bernard Shaw
- 1951 : Antoine et Cléopâtre de William Shakespeare
- 1953 : The Sleeping prince de Terence Rattigan
- 1955 : La Nuit des rois de William Shakespeare
- 1955 : Macbeth de William Shakespeare
- 1955 : Titus Andronicus de William Shakespeare
- 1956 : South Sea Bubble de Noël Coward
- 1958 : Duel of Angels (Pour Lucrèce) de Jean Giraudoux
- 1959 : Look After Lulu! (Occupe-toi d'Amélie) de Georges Feydeau
- 1960 : tournée (Australie/Nouvelle-Zélande/Amérique du Sud) 
  - La Nuit des rois de William Shakespeare
  - Duel of Angels (Pour Lucrèce) de Jean Giraudoux
  - Lady of the Camellias (La Dame aux camélias) d'Alexandre Dumas fils
- 1963 : Tovaritch de Jacques Deval
- 1965 : La Contessa de Paul Osborn
- 1966 : Ivanov d'Anton Tchekhov

## Filmographie
- 1935 : The Village Squire de Reginald Denham : Rose Venables
- 1935 : Things Are Looking Up d'Albert de Courville : une étudiante
- 1935 : Look Up and Laugh de Basil Dean : Marjorie Belfer
- 1935 : Gentlemen's Agreement de George Pearson : Phil Stanley
- 1937 : L'Invincible Armada (Fire Over England) de William K. Howard : Cynthia
- 1937 : Le Mystère de la Section 8 (Dark Journey) de Victor Saville : Madeleine Goddard
- 1937 : Tempête dans une tasse de thé (Storm in a Teacup) de Ian Dalrymple et Victor Saville : Victoria Gow dite « Vickie »
- 1938 : Vive les étudiants (A Yank at Oxford) de Jack Conway : Mme Elsa Craddock
- 1939 : Vedettes du pavé (Sidewalks of London) de Tim Whelan : Liberty Libby
- 1939 : Autant en emporte le vent (Gone with the Wind) de Victor Fleming : Scarlett O'Hara
- 1940 : Vingt et un jours ensemble (21 Days) de Basil Dean : Wanda
- 1940 : La Valse dans l'ombre (Waterloo Bridge) de Mervyn LeRoy : Myra Lester
- 1941 : Lady Hamilton (That Hamilton Woman) de Alexander Korda : Lady Hamilton
- 1945 : César et Cléopâtre (Caesar and Cleopatra) de Gabriel Pascal : Cléopâtre
- 1948 : Anna Karénine (Anna Karenina) de Julien Duvivier : Anna Karénine
- 1951 : Un tramway nommé Désir (A Streetcar Named Desire) de Elia Kazan : Blanche DuBois
- 1955 : L'Autre Homme (The Deep Blue Sea) de Anatole Litvak : Hester Collyer
- 1961 : Le Visage du plaisir (The Roman Spring of Mrs. Stone) de José Quintero : Karen Stone
- 1965 : La Nef des fous (Ship of Fools) de Stanley Kramer : Mary Treadwell

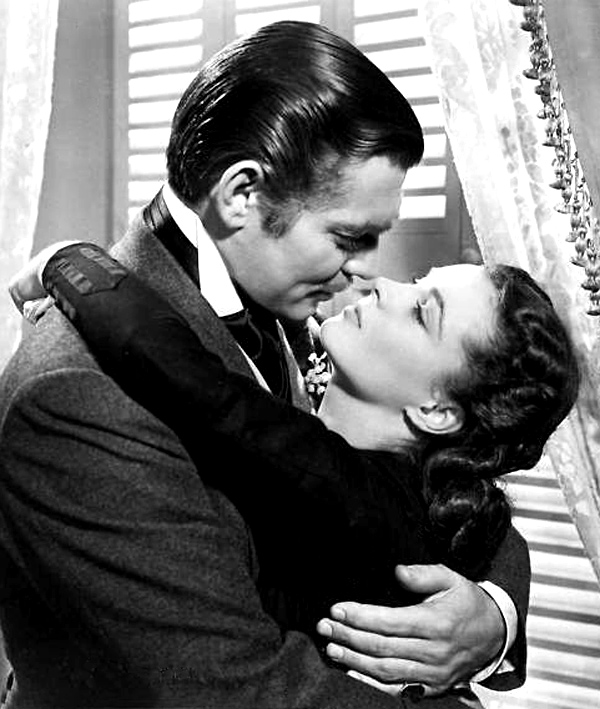
Avec Clark Gable dans Autant en emporte le vent (1939).
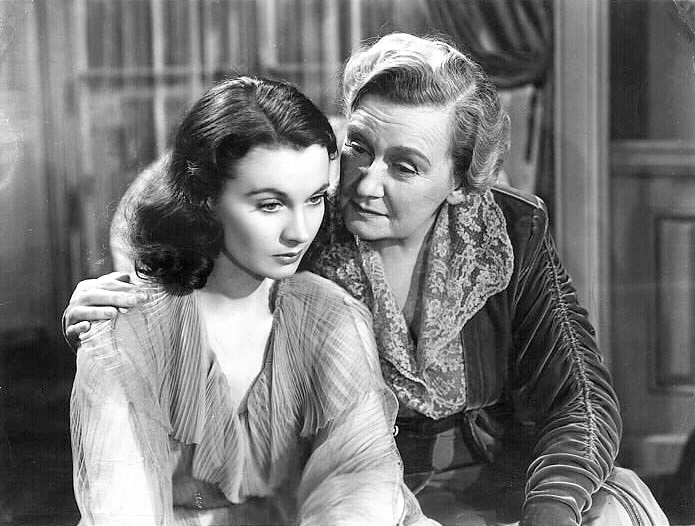
Dans La Valse dans l'ombre (Waterloo Bridge) (1940).
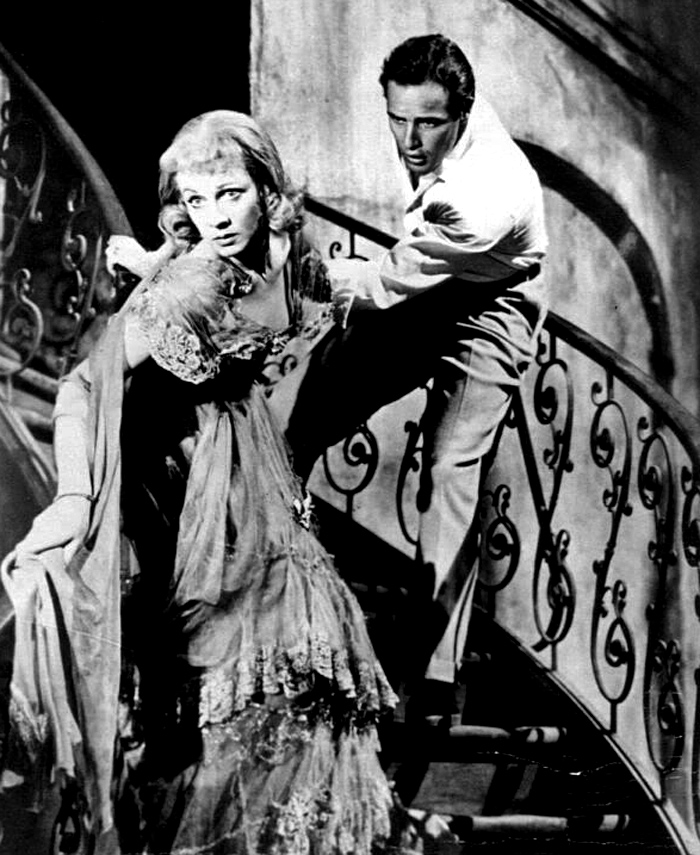
Avec Marlon Brando dans Un tramway nommé Désir (1951).

## Distinctions
Vivien Leigh obtient à deux reprises l'Oscar de la meilleure actrice : en 1940 pour Autant en emporte le vent et en 1952 pour Un tramway nommé Désir.
Elle remporte le prix de la meilleure actrice dans un drame romantique du New York Film Critics Circle en 1939 pour Autant en emporte le vent et le prix de la meilleure actrice en 1951 pour Un tramway nommé Désir.
Pour Un tramway nommé Désir, elle reçoit également d'autres prix : le prix de la meilleure actrice dans un drame de la Mostra de Venise 1951, le Golden Globe de la meilleure actrice dans un film dramatique en 1952, le BAFTA de la meilleure actrice dans un rôle principal en 1953 et le prix spécial du jury du prix Sant Jordi du cinéma en 1957.
En 1963, elle reçoit un Tony Award de la meilleure actrice dans une comédie musicale pour Tovaritch.
Vivien Leigh a été honorée d'une étoile sur le Hollywood Walk of Fame, au 6773 Hollywood Boulevard.

### Récompenses
- New York Film Critics Circle Awards 1939 : meilleure actrice pour Autant en emporte le vent.
- National Board of Review Awards 1940 : meilleure actrice pour Autant en emporte le vent et pour La Valse dans l'ombre.
- Oscars 1940 : Oscar de la meilleure actrice pour Autant en emporte le vent.
- Mostra de Venise 1951 : coupe Volpi de la meilleure interprétation féminine pour Un tramway nommé Désir.
- New York Film Critics Circle Awards 1951 : meilleure actrice  pour Un tramway nommé Désir.
- Oscars 1952 : Oscar de la meilleure actrice pour Un tramway nommé Désir.
- British Academy Film Awards 1953 : meilleure actrice pour Un tramway nommé Désir.
- Prix Sant Jordi du cinéma 1957 : meilleure interprétation pour Un tramway nommé Désir.
- Online Film and Television Association Awards 2001 : prix Film Hall of Fame Induction.

### Nominations
- Golden Globes 1952 : Golden Globe de la meilleure actrice pour Un tramway nommé Désir.

### Citations originales
1. ↑  « a lightning change came over her face »
2. ↑  « that some critics saw fit to be as foolish as to say that I was a great actress. And I thought, that was a foolish, wicked thing to say, because it put such an onus and such a responsibility onto me, which I simply wasn't able to carry. And it took me years to learn enough to live up to what they said for those first notices. I find it so stupid. I remember the critic very well and have never forgiven him. »
3. ↑  « She's the Scarlett dark horse and looks damn good. Not for anyone's ear but your own: it's narrowed down to Paulette Goddard, Jean Arthur, Joan Bennett and Vivien Leigh »
4. ↑  « Vivien was impeccably professional, impeccably disciplined on Gone with the Wind. She had two great concerns: doing her best work in an extremely difficult role and being separated from Larry [Olivier], who was in New York »
5. ↑  « I'm not a film star—I'm an actress. Being a film star—just a film star—is such a false life, lived for fake values and for publicity. Actresses go on for a long time and there are always marvellous parts to play »
6. ↑  « Gentlemen, I thought this film would interest you, showing great events similar to those in which you have just been taking part. »
7. ↑  « the greatest determination to excel of any actress I've known. She'd have crawled over broken glass if she thought it would help her performance »
8. ↑  « Throughout her possession by that uncannily evil monster, manic depression, with its deadly ever-tightening spirals, she retained her own individual canniness—an ability to disguise her true mental condition from almost all except me, for whom she could hardly be expected to take the trouble »
9. ↑  « receives the news that she is about to be ravished on her husband's corpse with little more than the mild annoyance of one who would have preferred foam rubber »